# Казумин
Казумин (укр. Казумин) — село в Жолковской городской общине Львовского района Львовской области Украины.
Население по переписи 2001 года составляло 192 человека. Занимает площадь 3,700 км². Почтовый индекс — 80331.